# La Vie (Pablo Picasso)
La Vie (deutsch Das Leben) ist ein in Barcelona entstandenes Gemälde des spanischen Malers Pablo Picasso aus dem Jahr 1903, das als eines der ausdrucksstärksten Werke innerhalb seiner Blauen Periode (1901–1904) gilt. Das 196,5 × 129,2 Zentimeter große Gemälde ist im Cleveland Museum of Art ausgestellt. Es ist eine Schenkung der Hanna Stiftung aus dem Jahr 1945. Der Titel La Vie stammt nicht vom Künstler, sondern kam erst in Umlauf, als das Werk kurz nach seiner Vollendung verkauft wurde.
Das Gemälde ist in Picassos Catalogue raisonné von Christian Zervos aufgeführt: Zervos I 179. Vorbereitende Studien sind beispielsweise: Privatsammlung, Zervos XXII 44; Paris, Musée Picasso, MPP 473; Barcelona, Museu Picasso, MPB 101.507; Barcelona, Museu Picasso, MPB 101.508.

## Beschreibung
Links im Raum – ein Maleratelier in fahlblauer Beleuchtung – steht ein fast unbekleidetes junges Paar; die Frau (als Germaine Gargallo interpretiert) schmiegt sich an den Mann, der die Züge des verstorbenen Freundes von Picasso, Carlos Casagemas, trägt. Er vollführt mit der linken Hand einen auffälligen Gestus gegenüber einer in ein lang fallendes Gewand gekleideten Frau, die mit beiden Armen ein schlafendes Baby vor der Brust hält.
Die Mitte des Bildes wird dominiert von zwei Gemälden oder Skizzen als „Bild im Bild“. Das untere, ein kauerndes Mädchen, weist eine Ähnlichkeit auf mit Vincent van Goghs als Zeichnung und in drei Versionen als Lithographie überlieferter Komposition Sorrow aus dem Jahr 1882. Röntgenaufnahmen und Beobachtungen am Original zeigen, dass stattdessen zunächst ein weitaus aggressiveres Motiv, nämlich ein geflügelter Mann mit Vogelkopf, dargestellt war, der sich auf eine nackt mit angewinkelten Beinen und ausgebreiteten Armen am Boden liegende Frauengestalt stürzt. Die obere Darstellung erinnert im Motiv und Stil an Paul Gauguin. Sie zeigt ein sitzendes Paar, das sich anscheinend in Verzweiflung umklammert. Vorausgehende Arbeiten zum Gemälde haben ergeben, dass auf dem Gemälde ursprünglich der Maler sich selbst abgebildet hatte und nach dem Selbstmord des Freundes dessen Porträt an seine Stelle trat.

## Deutung
Es heißt, dass Picasso sich mit diesem programmatischen Werk nicht mehr um akademische Standards bemühte, sondern auf dem Weg war zu den malerischen Brüchen, die in einem seiner Hauptwerke, Les Demoiselles d’Avignon (1907), deutlich erkennbar sind. Beide Werke gehen offensichtlich nicht von einem feststehenden Thema aus, sondern bieten Raum für die Ausführung verschiedener Gedanken, die sich im vollendeten Werk nicht leicht zu einer Einheit fügen lassen. Die verschiedenen Versuche einer Deutung dieses Gemäldes haben bisher zu keinem Konsens geführt. Picasso selbst hat sich zur Interpretation dieses Werkes niemals geäußert. Dem nicht auf Picasso zurückgehenden, aber bereits kurz nach der Entstehung des Gemäldes auftauchenden Titel liegt wahrscheinlich die Interpretation als Darstellung der drei Lebensalter: Kindheit, Jugend und Alter zugrunde, die auch von verschiedenen Kunstwissenschaftlern vertreten wurde. Die Szene ist geprägt von einer Stimmung des Pessimismus, der Verzweiflung und des Leidens, wie sie unter der Jugend im Europa dieser Zeit verbreitet war. Der Künstler selbst war zu dieser Zeit ausgesprochen arm.

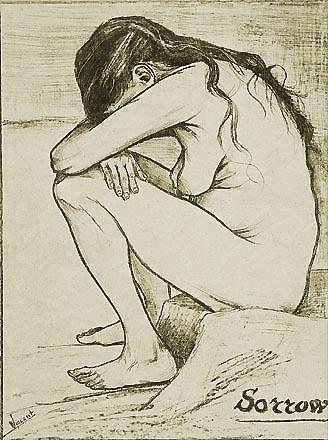
Vincent van Gogh: Sorrow, 1882. Lithographie, Van Gogh Museum, Amsterdam

Angesichts der Rätselhaftigkeit der Bildinhalte häuften sich zuletzt Stimmen, die eine Festlegung auf eine bestimmte Interpretation ablehnten und im Sinne der Theorie Umberto Ecos vom offenen Kunstwerk gerade in der Vieldeutigkeit und im Assoziationsreichtum der Komposition eine besondere Stärke erblickten.

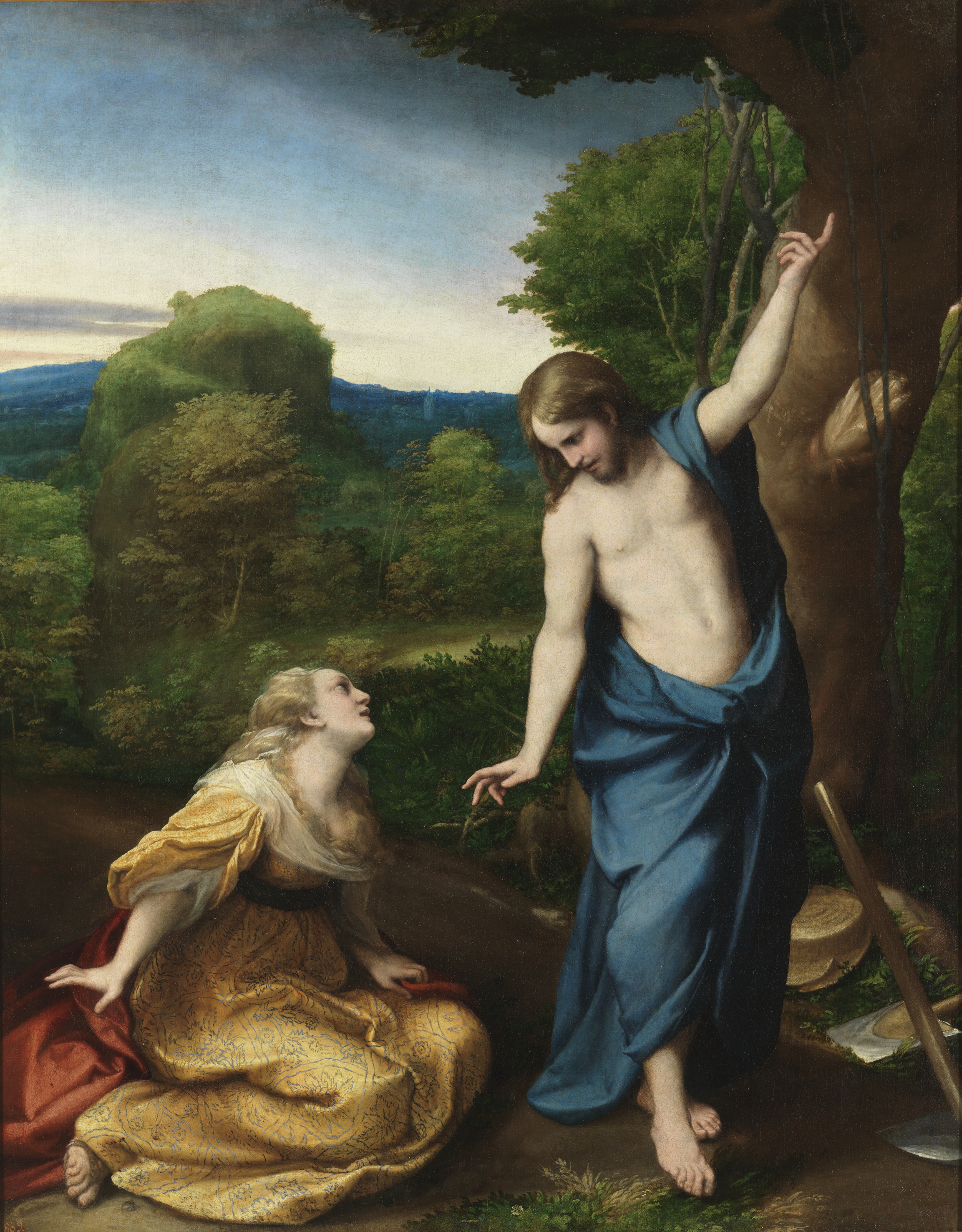
Antonio da Correggio: Noli me tangere (um 1518)

Die Autoren Gereon Becht-Jördens und Peter M. Wehmeier haben demgegenüber im Jahr 2003 in ihrem Buch Picasso und die christliche Ikonographie. Mutterbeziehung und künstlerisches Selbstverständnis eine ikonografische Entdeckung beschrieben, die den auffälligen Gestus der Handbewegung im Bildzentrum betrifft, der sich auf das Bildmotiv Noli me tangere (Rühre mich nicht an!) bei der Begegnung des auferstandenen Christus mit Maria Magdalena im Garten beim Grab zurückführen lässt. Ein entsprechendes Werk von Antonio da Correggio im Prado in Madrid, wo Picasso studiert hatte, konnte als Bildquelle identifiziert werden. Die Autoren betrachten das Gemälde als Medium autobiografischer Mitteilungen des Künstlers, die mit Hilfe der Tiefenpsychologie gedeutet werden können. Picasso bedient sich der Semantik traditioneller Bildmotive der christlichen Kunst, um eine eigene Bildsprache zu schaffen, die zum Medium persönlicher Mitteilung wird. Die konfliktbeladene Ablösung von der Mutter stellt nach Meinung der Autoren zugleich eine Distanzierung von dem von ihr repräsentierten traditionalistischen Publikum und von einer seinem Geschmack entsprechenden Malkunst dar. Picasso präsentiere sich durch den Rückgriff auf die Christus-Ikonografie einem avantgardistischen Publikum als neuer Messias im Sinne Friedrich Nietzsches und rechtfertige durch das Heilsversprechen einer von den Zwängen der Realität befreienden Kunst des neuen Sehens zugleich das Leiden, das er sich und der Mutter durch den Trennungsschmerz habe zufügen müssen. Die Ergebnisse beider Verfahren – Ikonografie und Tiefenpsychologie – stehen nach Meinung der Autoren daher keineswegs im Widerspruch zueinander, sondern sind auf sich bezogen und ergänzen sich.
Die rechts im Bild dargestellte Frau, die ein Baby trägt, wird von den Autoren im Anschluss an Mary Mathews Gedo mit Picassos Mutter identifiziert. Gedos Deutung des zentralen Gestus als Abgrenzungsgestus – der Mann links hebt warnend und distanzierend den Zeigefinger in Richtung der Mutter – wird durch die ikonografische Entdeckung gesichert. Gedo interpretierte aber das Bild lediglich tiefenpsychologisch, nämlich als gescheiterten Ablösungskonflikt von der Mutter als einer alles kontrollierenden Übermutter, deren Präsenz Picasso nicht mehr ertrug. Während Gedo in dem Säugling Picassos früh verstorbene Schwester Conchita erblickt und einen mit Schuldgefühlen verbundenen Eifersuchtskonflikt zwischen Geschwistern thematisiert sieht, vertreten Becht/Wehmeier die Ansicht, dass sich Picasso unter Rückgriff auf die aus der christlichen Kunst bekannte asynchrone Darstellungstechnik zweimal in zeitlich auseinanderliegenden Situationen selbst ins Bild gesetzt hat, einmal als junger Mann, der sich, verborgen hinter der Maske des Freundes Casagemas, für die Geliebte entscheidet und von der Mutter distanziert (Triangulierung), ein zweites Mal als göttliches Kind (Verehrungsgestus der verhüllten Hände), das in symbiotischer Dyade mit der Mutter vereint in deren Armen ruht. (Marienikonographie). Die Entdeckung der Christusikonografie führen Becht-Jördens/Wehmeier über die tiefenpsychologische Deutung hinaus zum Postulat einer zweiten Interpretationsebene, auf der sie die selbstreflexive kunsttheoretische Aussage der Komposition von La Vie herausarbeiten.

## Ausstellung in Barcelona 2013/2014
Erstmals seit dem Entstehen des Gemäldes und dem Verkauf im Jahr 1903 kehrte es von Oktober 2013 bis Januar 2014 nach Barcelona zurück und wurde im Museu Picasso gezeigt. Die Ausstellung mit dem Titel „Viatge a través del blau: La Vida“ (Reise durch das Blau: Das Leben) zeigte auch Röntgenaufnahmen von La Vie, die den Zustand vor der Übermalung dokumentieren. Das ursprüngliche Bild hieß Dernier moments (Letzte Momente). Es war im Februar 1900 auf Picassos Einzelausstellung im Künstlercafé Els Quatre Gats in Barcelona ausgestellt worden und anschließend in der Weltausstellung in Paris, ebenfalls im Jahre 1900.
Bereits 2006 war La Vie in Madrid zu sehen gewesen: Aus Anlass des 25. Jahrestages der Rückkehr des Gemäldes Guernica nach Spanien und zur Feier des 125. Geburtstages Picassos hatte damals eine Ausstellung mit dem Titel Picasso – Tradition and Avant-garde im Museum Prado stattgefunden.